# Большевишерское городское поселение
Большевишерское городское поселение — муниципальное образование в Маловишерском муниципальном районе Новгородской области России.
Административный центр — посёлок Большая Вишера.

## География
Территория городского поселения расположена в северной части Новгородской области. По территории муниципального образования протекают реки Большая Вишера, Лужонка и др., также находится озеро Горнешно и др. озёра.

## История
Большевишерское городское поселение было образовано в соответствии с законом Новгородской области от 11 ноября 2005 года № 559-ОЗ.

## Население
| 2010  | 2012  | 2013  | 2014  | 2015  | 2016  | 2017  |
| ----- | ----- | ----- | ----- | ----- | ----- | ----- |
| 1834  | ↘1739 | ↘1688 | ↘1624 | ↘1590 | ↘1562 | ↘1513 |
| 2021  |       |       |       |       |       |       |
| ↘1138 |       |       |       |       |       |       |

## Состав городского поселения
| № | Населённый пункт | Тип населённого пункта          | Население |
| - | ---------------- | ------------------------------- | --------- |
| 1 | Большая Вишера   | посёлок, административный центр | ↘1458     |
| 2 | Горнешно         | деревня                         | 9         |
| 3 | Гряды            | деревня                         | 14        |
| 4 | Гряды            | железнодорожная станция         | 276       |
| 5 | Дачный           | посёлок                         | 18        |
| 6 | Луга             | деревня                         | 58        |
| 7 | Папоротно        | деревня                         | 1         |

## Транспорт
По территории городского поселения проходят пути главного хода Октябрьской железной дороги, есть железнодорожная станция Большая Вишера.